# 모토촌 (미에현)
모토촌(本村)은 미에현 이치시군에 있던 촌이다. 현재의 쓰시에 해당한다.

## 역사
- 1889년 4월 1일 - 정촌제 시행에 의해 이치시군 모토촌이 성립하였다.
- 1931년 4월 1일 - 히사이정에 편입해, 동일 모토촌은 폐지되었다.

## 교통

### 철도
- 주세이 철도

## 참고문헌
- 大日本篤農家名鑑編纂所編『大日本篤農家名鑑』大日本篤農家名鑑編纂所、1910年。
- 角川日本地名大辞典編纂委員会編『가도카와 일본 지명 대사전 24 三重県』角川書店、1983年。